# Westland Witch
Westland Witch là một mẫu thử máy bay ném bom không thành công của Anh, bay lần đầu năm 1928, chỉ có 1 chiếc được chế tạo.

## Tính năng kỹ chiến thuật (Witch Mk.I)
Dữ liệu lấy từ F.K. Mason, The British Bomber since 1914, Putnam UK 1994
Đặc điểm tổng quát
- Kíp lái: 2
- Chiều dài: 37 ft 8 in (11,48 m)
- Sải cánh: 61 ft 0 in (18,59 m)
- Chiều cao: 11 ft 6 in (3,51 m)
- Diện tích cánh: 534 sq.ft (49,61 sq.m)
- Trọng lượng rỗng: 3380 lb ()
- Trọng lượng có tải: 6050 lb ()
- Động cơ: 1 ×  Bristol Jupiter VI, 420 hp (314 kW)

 Hiệu suất bay 
- Vận tốc cực đại: 138 mph trên độ cao 6500 ft (222 km/h trên độ cao 1980 m)
- Trần bay: 19000 ft (5800 m)
- Vận tốc lên cao: 6500 ft trong 14 phút 12 giây (1380 m trong 14 phút 12 giây)

Trang bị vũ khí